# 比洛烏索韋 (科洛馬克區)
49°51′37″N 35°14′40″E / 49.86028°N 35.24444°E
比洛烏索韋（烏克蘭語：Білоусове）是位於烏克蘭東部的村莊，由哈爾科夫州博霍杜希夫區的科洛馬克市鎮負責管轄。該村始建於1920年，面積0.78平方公里，海拔高度180米，2001年人口267。